# Rallye Dakar 2005

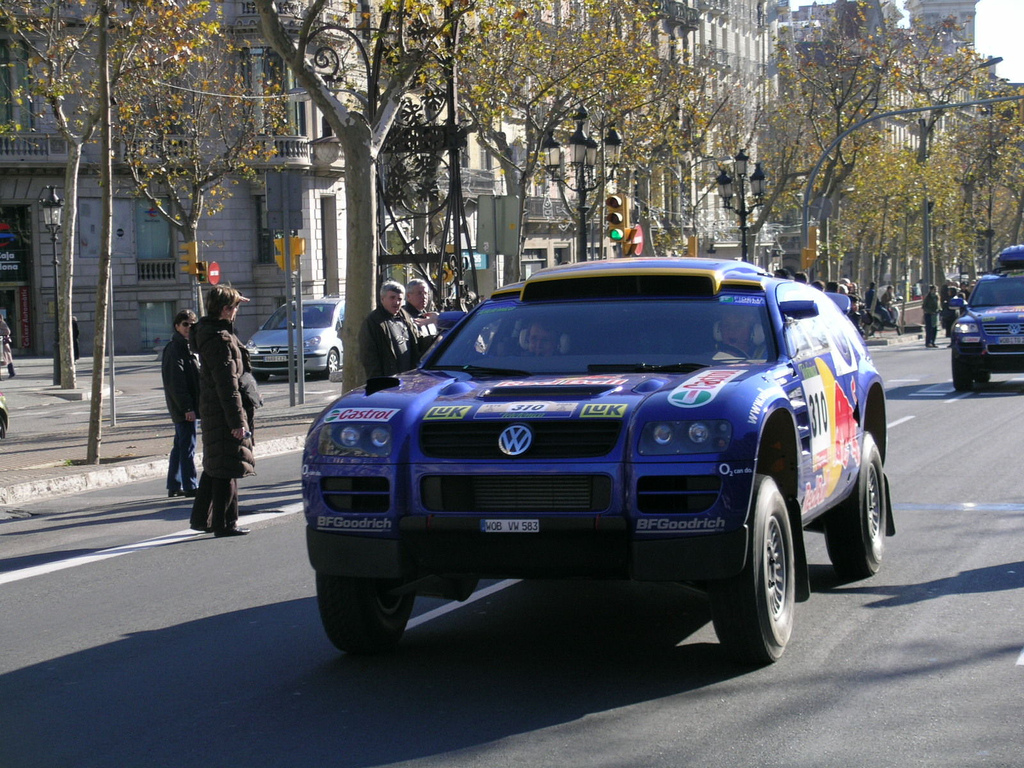
Jutta Kleinschmidt, VW Touareg

Die Rallye Dakar 2005 (Barcelona-Dakar) war die 27. Ausgabe der Rallye Dakar. Sie begann am 31. Dezember 2004 in Barcelona und endete am 16. Januar 2005 in Dakar.
Die Strecke führte über 9.039 km (davon 5.433 Wertungskilometer) durch Spanien, Marokko, Mauretanien, Mali und Senegal.
An der Rallye nahmen insgesamt 464 Teilnehmer – 165 Autos, 230 Motorräder und 69 LKW teil.

## Endwertung

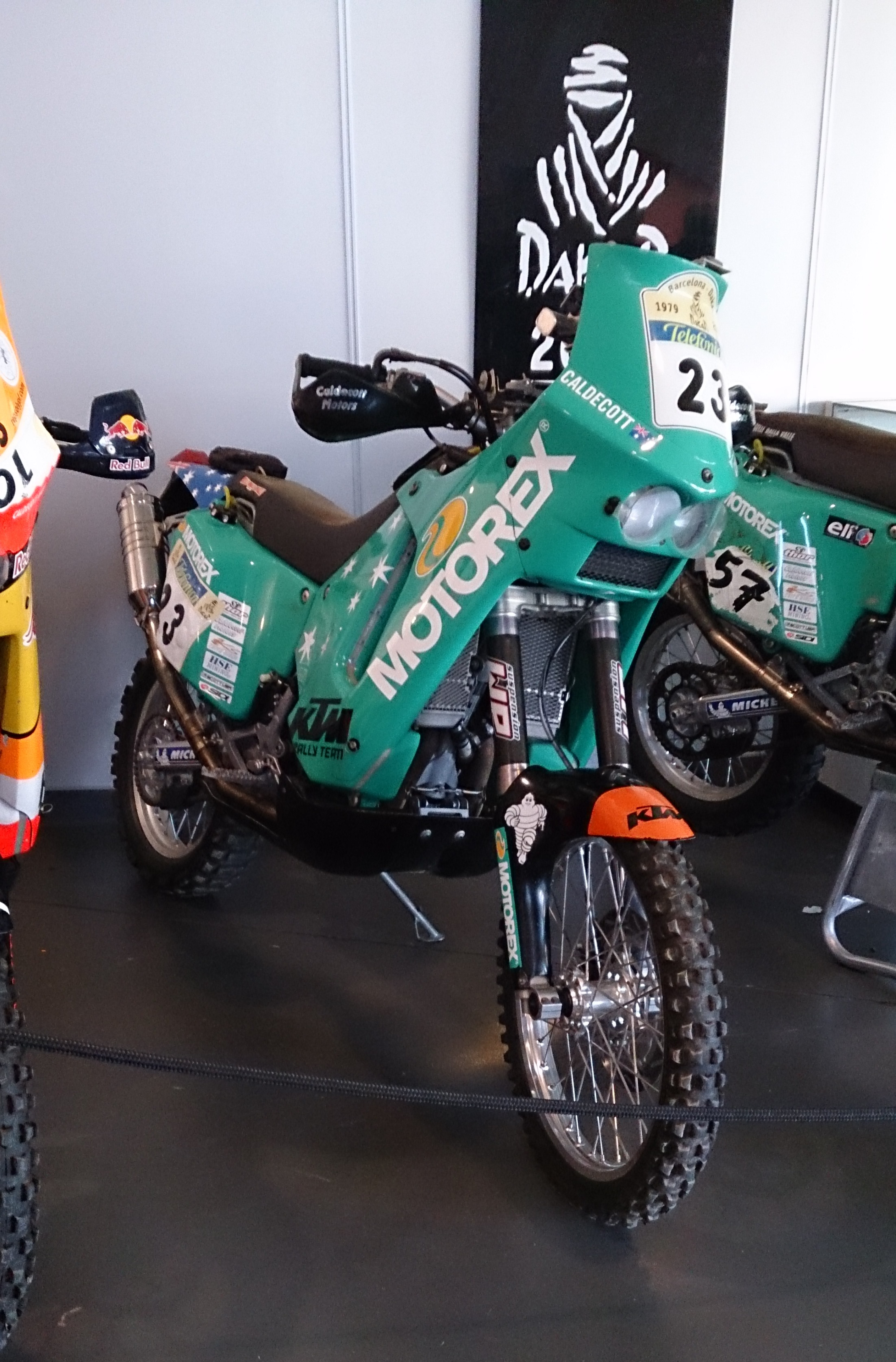
KTM 2005

### PKW
|    | Fahrer               | Fahrzeug                    |
| -- | -------------------- | --------------------------- |
| 1. | Stéphane Peterhansel | Mitsubishi Pajero Evolution |
| 2. | Luc Alphand          | Mitsubishi Pajero Evolution |
| 3. | Jutta Kleinschmidt   | Volkswagen                  |

### LKW
|    | Fahrer             | Fahrzeug     |
| -- | ------------------ | ------------ |
| 1. | Firdaus Kabirow    | KAMAZ        |
| 2. | Yoshimasa Sugawara | Hino Jidōsha |
| 3. | Giacomo Vismara    | Unimog       |

### Motorräder
|    | Fahrer        | Fahrzeug |
| -- | ------------- | -------- |
| 1. | Cyril Despres | KTM      |
| 2. | Marc Coma     | KTM      |
| 3. | Alfie Cox     | KTM      |